# Martin pescatore (araldica)
In araldica il martin pescatore compare solo in pochi stemmi di araldica civica.

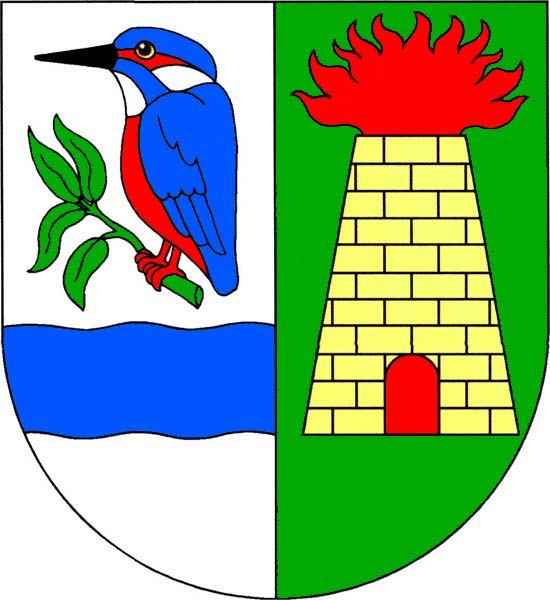
Nel 1º d'argento, al martin pescatore al naturale (Hýskov, Repubblica Ceca)
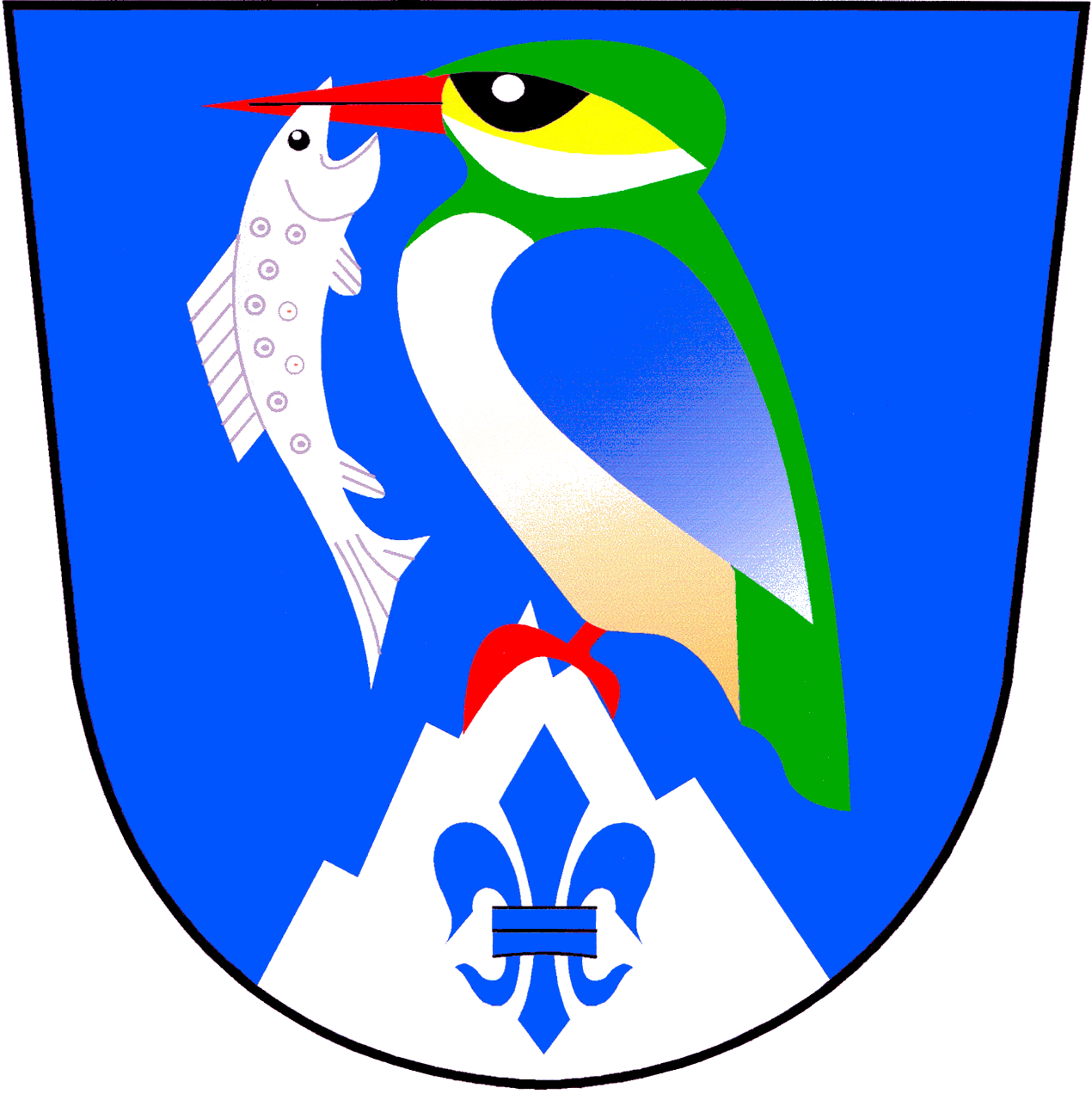
D'azzurro, al martin pescatore al naturale (Horní Řasnice, Repubblica Ceca)
(Geltorf, Germania)
(Seedorf, Germania)

## Traduzioni
- Francese: martin-pêcheur
- Inglese: kingfisher
- Tedesco: Eisvogel
- Spagnolo: martín pescador
- Olandese: ijsvogel